# 3720-as busz
A 3720-as jelzésű autóbuszvonal Miskolc, Szikszó, Encs, Szalaszend és Hernádpetri között húzódó regionális vonal, amelyet a Volánbusz Zrt. üzemeltet.

## Útvonala
A miskolci autóbusz-állomásról indul. A 3-as főúton indul el Szikszó irányába a Zsolcai kapun keresztül. A Gömöri felüljárón, a miskolci Volán- és MVK-telep szomszédságában közlekedik, eközben a Sajó folyót keresztezi, illetve több bevásárlóközpont mellett vezet útja. Az M30-as autópálya alatt átmegy, majd elhagyja a megyeszékhelyet.
Északkeleti irányban elhalad a felsőzsolcai ipari park közelében, illetve hosszú egyenesen át ér első településére, Szikszóra. A Hell üzemei mentén a városi gimnáziumnál a központba hajt, a legnagyobb forgalmat lebonyolító Táncsics utcai megállóban ágazik el a szikszói kórház felé, mint ahogy a 3710-es buszok Szikszóig közlekedő járatai. Tovább a főúton Encs felé a szomszédos község Aszaló. A települést a főút keresztezi, azonban az áthaladó járatok nagyobbik része nem fedi le a keleti részében élőket, az állomáson túl lakókat, szombaton 2 járat kitérést tesz ide is. Nemsokkal később a halmaji csomópontban kitér a falu vasútállomására, ahol általában vonathoz csatlakozik (a menetrendben ez nincs megjelenítve). Itt távolodik el a Baktakék felé vezető 3722-es buszvonaltól, mely egy másik úton közelíti meg a vonal felezőpontját. Utána Csobajon hajt át, majd ismét egy állomásra tesz ritkán kitérést, ezúttal az ináncsira, mely 1 kilométerre található a 3-as főúttól. Folyamatosan az M30-as autópálya szomszédságában  Az egykori Abaúj vármegye területének közepe felé közelítve Forró települést fűzi útvonalára (ahová visszacsatlakoznak az imént említett 3722-es buszok), úgy éri el a vele összenőtt járásközpontot, Encs városát, a Forró-Encs vasútállomás mentén ér célba a helyi buszállomásra. 
Szinte az összes járat eddig közlekedik, innen helyközi járatokkal érhetőek el a körzetében fekvő községek. A 3720-as buszvonal azon vonalak közé tartozik, melynek egy kettő járatpárja Encsen túl közlekedik, Méra irányába a 3706-os mellékúton. A falun érdekes ívet vesz a közút, déli részéből északkeletibe, majd onnan északnyugati részébe vezet. A mérai állomást követően egy járatpár és az egyiknek visszirányú járata kitérést tesz Szalaszendre, csak utána folytatja kalandozását ismét a főúton. A vonal 51. kilométerén egy újabb, a 90-es vasútvonalon fekvő települést szolgál ki, Novajidrányt. A Bársonyos-patak folyásának mentén a vele szomszédos Garadna egyetlen megállójában áll meg. Később a településről elnevezett patak kanyarulatain át Hernádvécsére érkezik, az egyik járatpár végállomására.

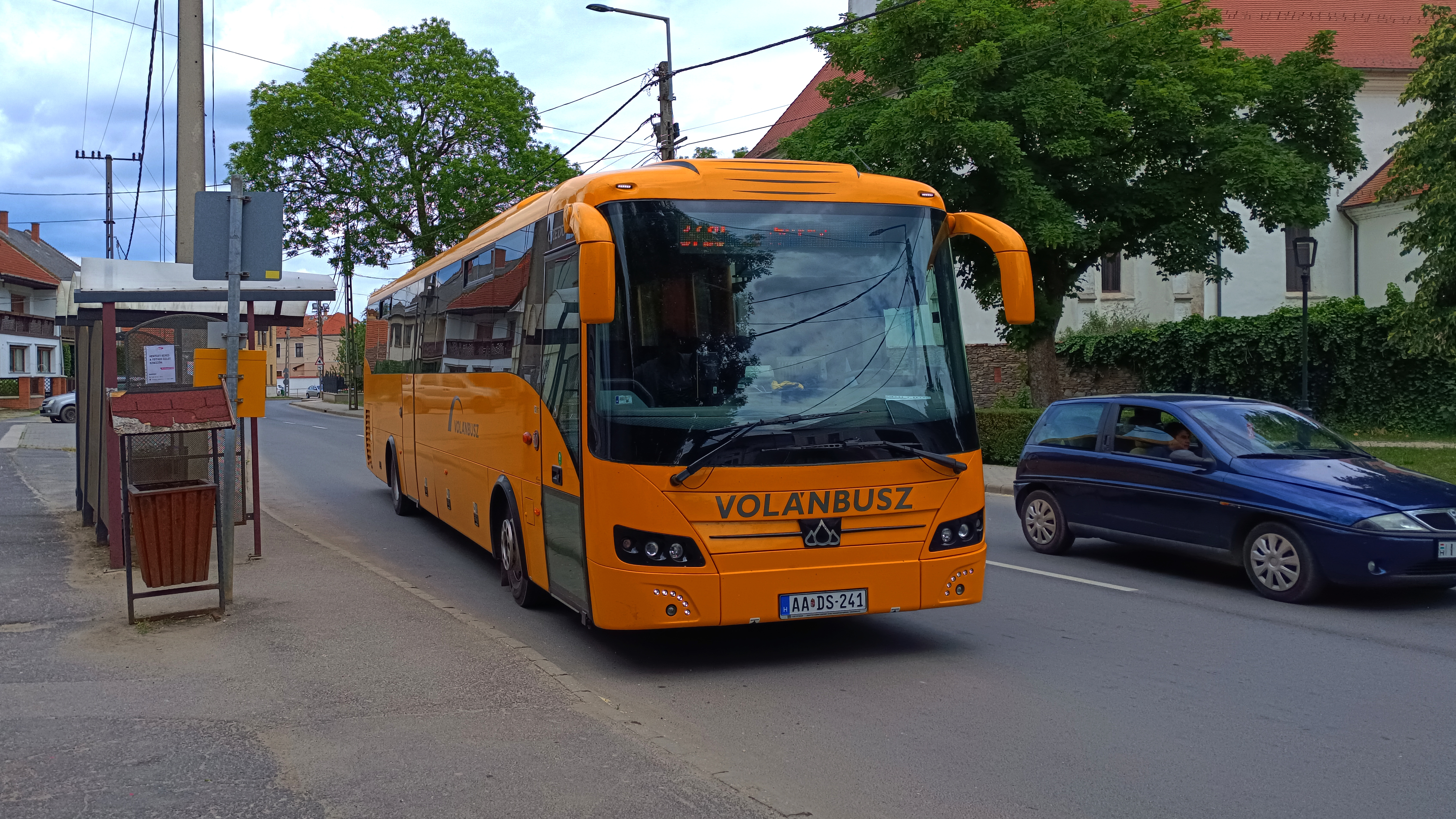
Egy ideje még Credo Inovell 12 buszokkal utazhattunk, amíg nem vitték el másik régióba őket

A másik 3 kilométerre északra, a szlovák határhoz közel megbúvó, Hernádpetri község lakóinak nyújt közvetlen eljutást a megyeszékhelyre (onnan, ahonnan már Kassa is közelebb van).

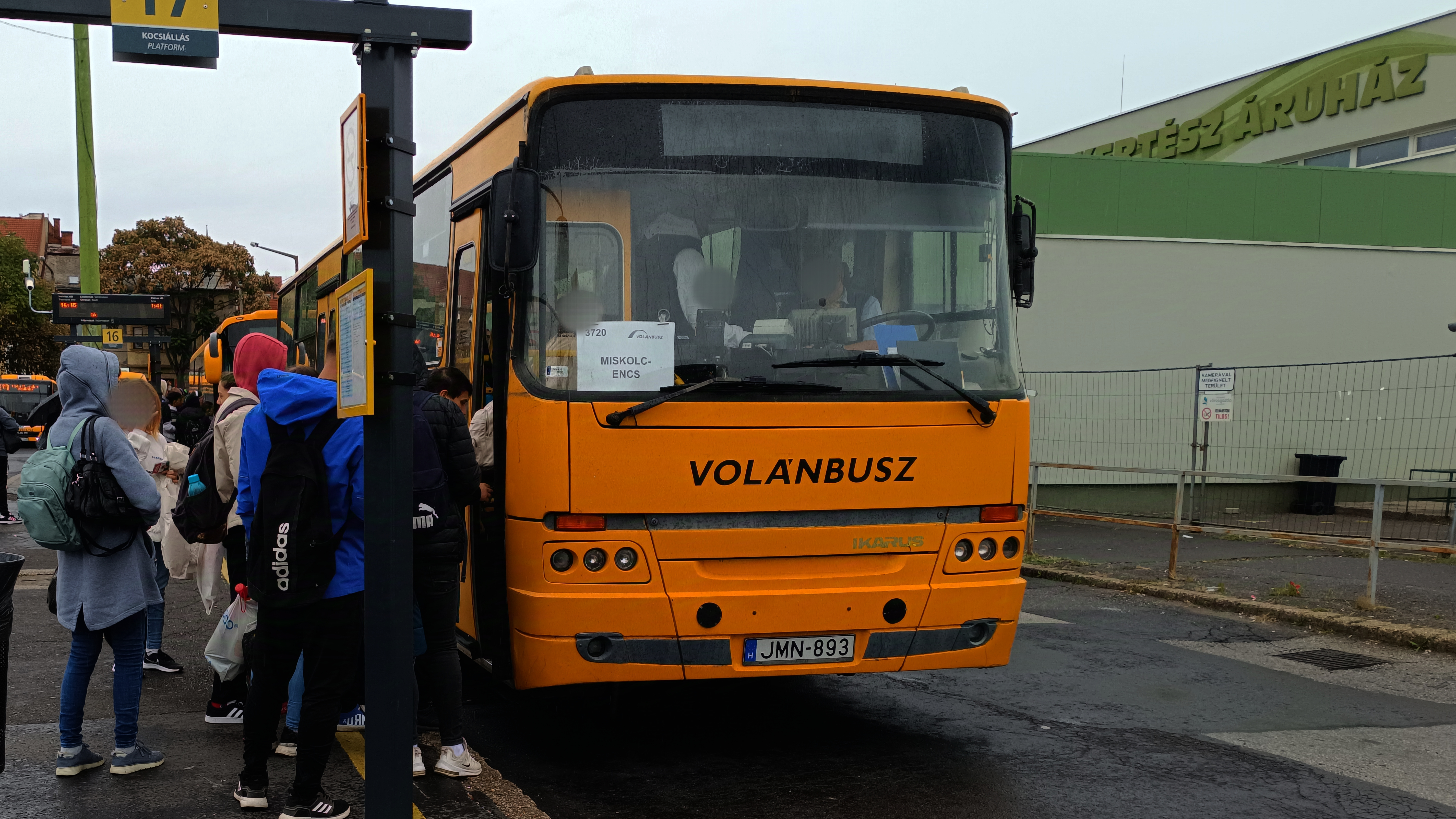
Az encsi üzemegység Ikarus C56-osa látogatóban Miskolcon

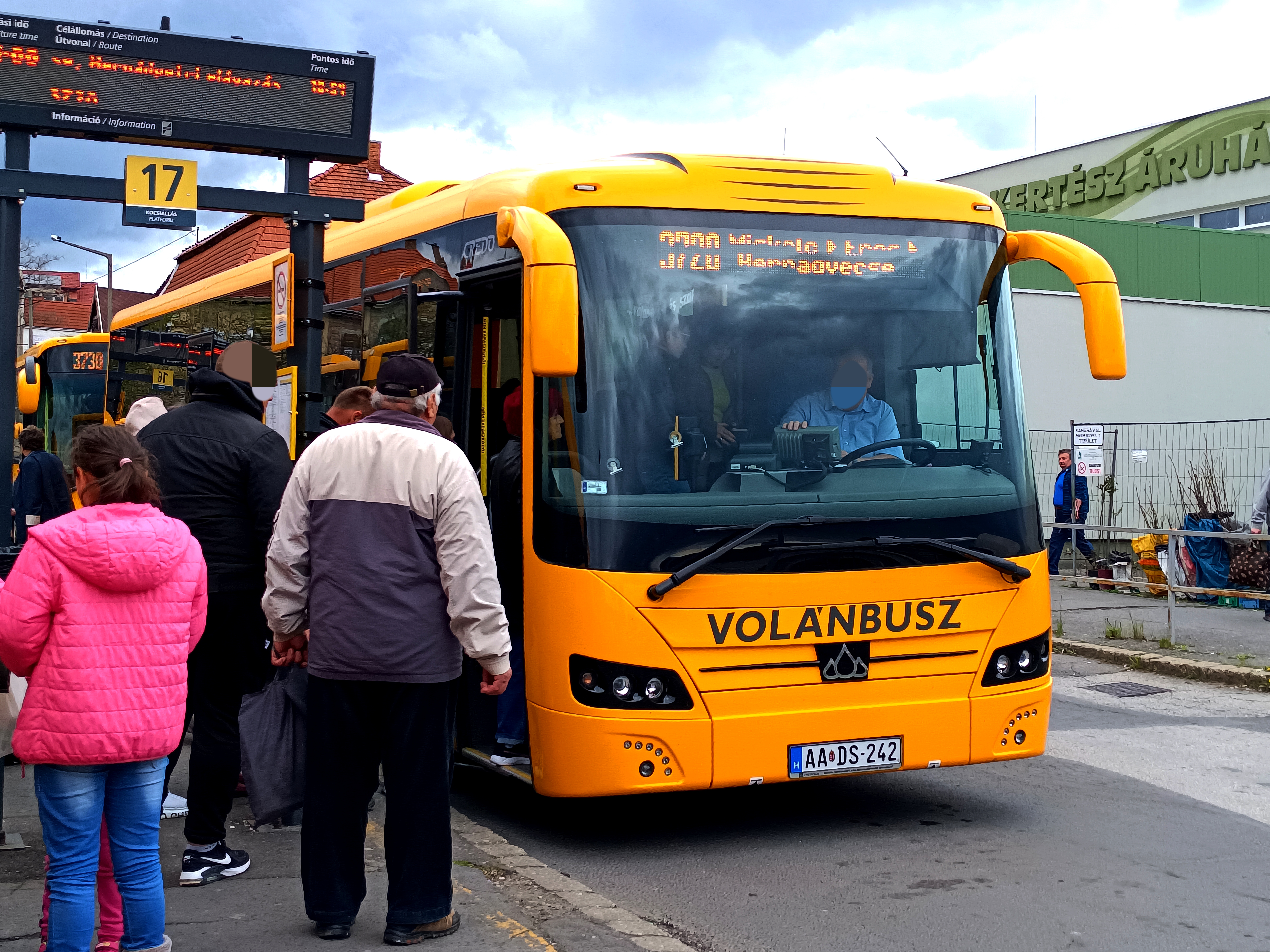
Hernádvécsére indul az AA DS-242

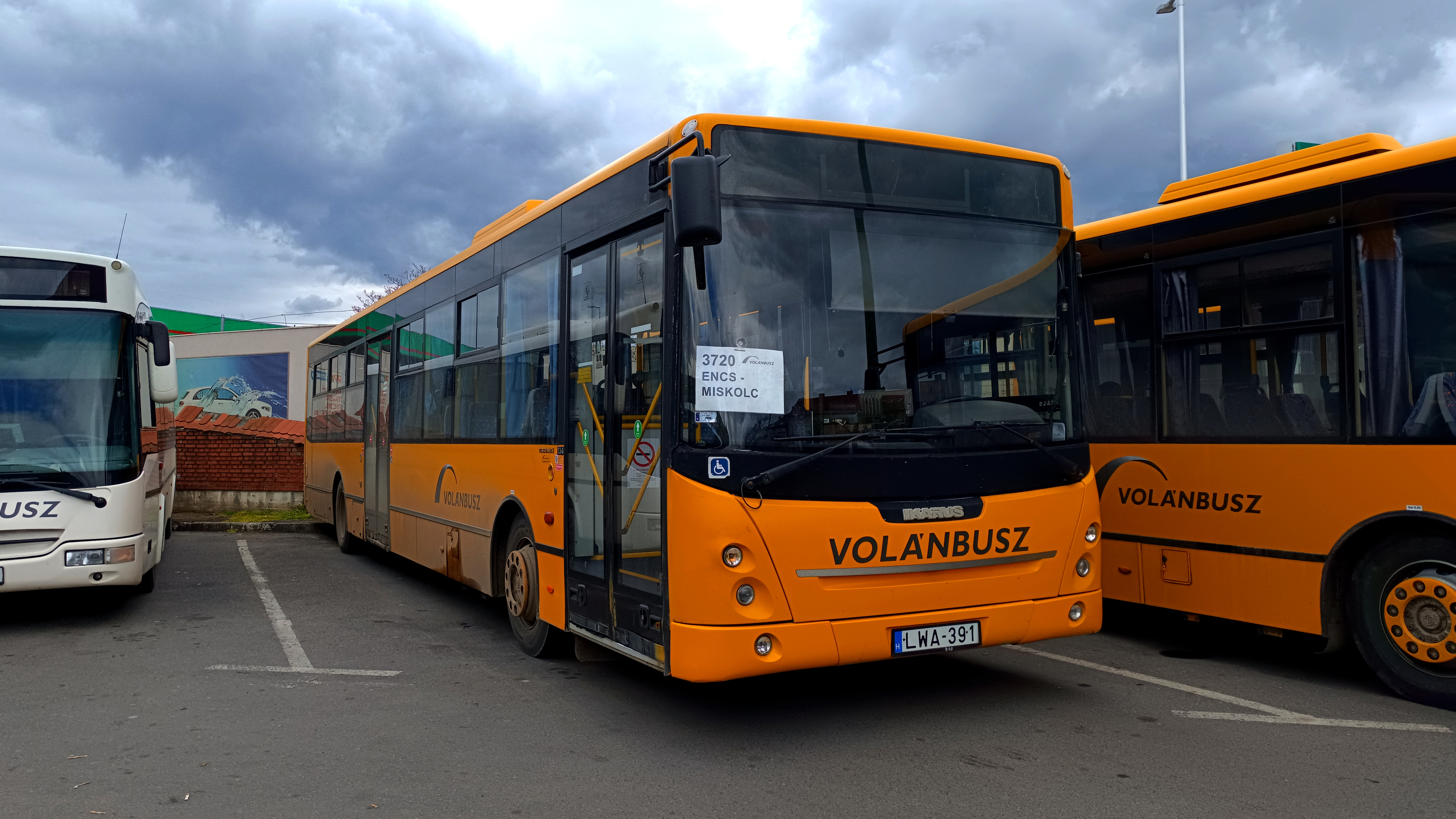
A borsodi ismerős arc, az ARC itt is szolgál

## Közlekedése
Indításai minden nap történnek, legtöbbször Miskolc – Encs viszonylaton. A járatokon egyaránt fellelhető a miskolci és az encsi járműegység állományának szólói, legtöbbször Credo Econell 12 buszok, azonban nem ritka, hogy Ikarus C56-os busz viszi végbe a 40 kilométeres utat. 

### Törzsjárművei
- az AE FI-854 rendszámú Credo Econell 12,
- az AE FI-886 rendszámú Credo Econell 12,
- az AE FI-916 rendszámú Credo Econell 12 autóbuszok.

| Viszonylat                                          | Indításszám       | Közlekedési rend                                   |
| --------------------------------------------------- | ----------------- | -------------------------------------------------- |
| Miskolc, aut. áll. – Encs, aut. áll.                | 10 oda, 11 vissza | tanítási napokon                                   |
| Miskolc, aut. áll. – Encs, aut. áll.                | 8 oda, 10 vissza  | tanszünetben munkanapokon                          |
| Miskolc, aut. áll. – Encs, aut. áll.                | 4 oda, 5 vissza   | szabadnapokon                                      |
| Miskolc, aut. áll. – Encs, aut. áll.                | 4 oda, 3 vissza   | munkaszüneti napokon                               |
| Miskolc, aut. áll. – Hernádvécse, hernádpetri elág. | 1 oda             | hétfői, szerdai és pénteki tanítási napokon        |
| Miskolc, aut. áll. – Hernádvécse, hernádpetri elág. | 1 pár             | keddi és csütörtöki tanítási napokon               |
| Miskolc, aut. áll. – Hernádvécse, hernádpetri elág. | 1 vissza          | tanszünetben munkanapokon                          |
| Miskolc, aut. áll. – Hernádpetri, aut. vt.          | 1 vissza          | keddi és csütörtöki tanítási napokon               |
| Miskolc, aut. áll. – Hernádpetri, aut. vt.          | 1 oda             | hétfői, szerdai és pénteki tanszüneti munkanapokon |
| Miskolc, aut. áll. – Hernádpetri, aut. vt.          | 1 pár             | keddi és csütörtöki tanszüneti munkanapokon        |
| Szikszó, Táncsics u. – Encs, aut. áll.              | 1 oda             | tanítási napokon                                   |
| Szikszó, Táncsics u. – Encs, aut. áll.              | 1 pár             | tanszünetben munkanapokon                          |

## Megállóhelyei
| 0 | Miskolc, autóbusz-állomás végállomás                   | 0.0 km  | 1, 1G, 3, 3A, 4, 7, 11, 12G, 20, 20A, 24, 28, 32, 34G, 35, 43, 44, 45, 101B, 900, 914, 935 1050, 1053, 1369, 1370, 1372, 1373, 1374, 1375, 1376, 1377, 1380, 1381, 1383, 1384, 1410, 1411 3700, 3701, 3702, 3703, 3704, 3705, 3706, 3707, 3708, 3709, 3710, 3711, 3712, 3714, 3715, 3716, 3717, 3718, 3719, 3721, 3722, 3723, 3724, 3726, 3727, 3728, 3729, 3730, 3731, 3733, 3734, 3735, 3736, 3737, 3738, 3739, 3740, 3741, 3742, 3743, 3744, 3745, 3746, 3747, 3748, 3749, 3750, 3751, 3752, 3753, 3754, 3755, 3757, 3760, 3761, 3764, 3765, 3766, 3767, 3770, 3772, 3773, 3774, 3775, 3776, 3777, 4019 |
| 1 | Miskolc, Baross Gábor utca                             | 1.5 km  | 7, 8 3706, 3710, 3712, 3715, 3716, 3717, 3718, 3719, 3721, 3722, 3723, 3724, 3726, 3727, 3728, 3729, 3730, 3731, 3733, 3734, 3735, 3736, 3737 |
| 2 | Miskolc, Szondi György utca                            | 2.0 km  | 1, 1G, 3A, 7, 8, 12G, 14G, 20, 21, 21G, 30, 31, 32, 34G, 35, 35G, 101B, 900, 901, 935, Auchan 1 3706, 3710, 3712, 3715, 3716, 3717, 3718, 3719, 3721, 3722, 3723, 3724, 3726, 3727, 3728, 3729, 3730, 3731, 3733, 3734, 3735, 3736, 3737 |
| 3 | Miskolc, Fonoda utca                                   | 2.3 km  | 7 3706, 3710, 3712, 3715, 3716, 3717, 3718, 3719, 3721, 3722, 3723, 3724, 3726, 3727, 3728, 3729, 3730, 3731, 3733, 3734, 3735, 3736, 3737 |
| 4 | Miskolc, Metro áruház                                  | 3.3 km  | 7 3706, 3710, 3712, 3715, 3716, 3717, 3718, 3719, 3721, 3722, 3723, 3724, 3726, 3727, 3728, 3729, 3730, 3731, 3733, 3734, 3735, 3736, 3737 |
| 5 | Miskolc, Auchan áruház                                 | 3.8 km  | 7, Auchan 1 3706, 3710, 3712, 3715, 3716, 3717, 3718, 3719, 3721, 3722, 3723, 3724, 3726, 3727, 3728, 3729, 3730, 3731, 3733, 3734, 3735, 3736, 3737 |
| 6 | Felsőzsolca, ipari park bejárati út                    | 7.5 km  | 3710, 3712, 3715, 3716, 3717, 3718, 3719, 3721, 3722, 3723, 3728 |
| 7 | 3-as számú út, 186-os kilométer                        | 8.2 km  | 3710, 3712, 3715, 3716, 3717, 3718, 3719, 3721, 3722, 3723, 3728 |
| 8 | Szikszó, Turul                                         | 11.2 km | 3710, 3712, 3715, 3716, 3717, 3718, 3719, 3721, 3722, 3723, 3728 |
| 9 | Ongaújfalui elágazás                                   | 12.9 km | 3710, 3712, 3715, 3716, 3717, 3718, 3719, 3721, 3722, 3723, 3728 |
| 10 | Szikszó, Hell Energy Kft.                              | 14.1 km | 3710, 3712, 3715, 3716, 3717, 3718, 3719, 3721, 3722, 3723, 3728 |
| 11 | Szikszó, Miskolci utca 83.                             | 15.5 km | 3710, 3712, 3715, 3716, 3717, 3718, 3719, 3721, 3722, 3723, 3728 |
| 12 | Szikszó, gimnázium                                     | 16.2 km | 3710, 3712, 3715, 3716, 3717, 3718, 3719, 3721, 3722, 3723, 3728 |
| 13 | Szikszó, Rákóczi út Penny                              | 16.9 km | 3710, 3712, 3715, 3716, 3717, 3718, 3719, 3721, 3722, 3723, 3728 |
| 14 | Szikszó, Táncsics utca vonalközi végállomás            | 17.2 km | 3710, 3712, 3713, 3715, 3716, 3717, 3718, 3719, 3721, 3722, 3723, 3728 |
| ∫ | Szikszó, Rákóczi út Penny                              | ∫       | 3710, 3712, 3715, 3716, 3717, 3718, 3719, 3721, 3722, 3723, 3728 |
| 15 | Szikszó, kórház                                        | 18.5 km | 3710, 3715, 3716, 3719, 3721, 3722, 3723, 3728 |
| 16 | Aszaló, bejárati út                                    | 21.0 km | 3715, 3716, 3719, 3721, 3722, 3723, 3728 |
| Szabadnapokon 2 alkalommal érintett.                                                                          |                                                        |         | |
| ∫ | Aszaló, Kossuth utca                                   | ∫       | 3715, 3716, 3719, 3721, 3722 személyvonat – Aszaló [90.] |
| ∫ | Aszaló, községháza                                     | ∫       | 3715, 3716, 3719, 3721, 3722 |
| ∫ | Aszaló, Kossuth utca                                   | ∫       | 3715, 3716, 3719, 3721, 3722 személyvonat – Aszaló [90.] |
| 16 | Aszaló, bejárati út                                    | 21.0 km | 3715, 3716, 3719, 3721, 3722, 3723, 3728 |
| 17 | Halmaji elágazás                                       | 24.8 km | 3716, 3719, 3721, 3722, 3723, 3728, 3829, 3830 |
| Tanítási napokon 8; tanszünetben munkanapokon 9; szabadnapokon 2; munkaszüneti napokon 4 alkalommal érintett. |                                                        |         | |
| ∫ | Halmaj vasútállomás                                    | ∫       | 3716, 3719, 3721, 3722, 3723, 3728, 3829, 3830 IC, személyvonat – Halmaj [90.] |
| 17 | Halmaji elágazás                                       | 24.8 km | 3716, 3719, 3721, 3722, 3723, 3728, 3829, 3830 |
| 18 | Csobád, községháza                                     | 29.4 km | 3723, 3728 |
| 19 | Ináncsi elágazás                                       | 31.5 km | 3723, 3728, 3816 |
| Tanítási napokon 5; tanszünetben munkanapokon 3; hétvégén 1 alkalommal érintett.                              |                                                        |         | |
| ∫ | Ináncs vasúti megállóhely                              | ∫       | 3816 IC, személyvonat – Ináncs [80.] |
| 19 | Ináncsi elágazás                                       | 31.5 km | 3723, 3728, 3816 |
| 20 | Forró, cukrászda                                       | 35.6 km | 3723, 3728, 3815, 3816 |
| 21 | Forró, iskola                                          | 36.4 km | 3723, 3728, 3815, 3816 |
| 22 | Forró, fancsali elágazás                               | 37.0 km | 3722, 3723, 3728, 3811, 3812, 3815, 3816 |
| 23 | Encsi elágazás                                         | 38.4 km | 3722, 3723, 3728, 3802, 3811, 3812, 3815, 3816 |
| 24 | Encs, gimnázium                                        | 39.0 km | 3722, 3723, 3728, 3802, 3804, 3811, 3812, 3815, 3816, 3819, 3821 |
| 25 | Encs, iskola (↓)                                       | 39.8 km | 3722, 3723, 3728, 3802, 3803, 3804, 3806, 3808, 3809, 3810, 3811, 3812, 3815, 3816, 3819, 3821, 3824, 3868 |
| 26 | Encs, autóbusz-állomás vonalközi végállomás            | 40.3 km | 3722, 3723, 3728, 3801, 3802, 3803, 3804, 3806, 3808, 3809, 3810, 3811, 3812, 3815, 3816, 3819, 3821, 3824 IC, személyvonat – Forró-Encs [80.] |
| 27 | Encs, Béke utca 1.                                     | 41.0 km | 3728, 3801 |
| 28 | Méra, Petőfi utca 45.                                  | 43.0 km | 3728, 3801 |
| 29 | Méra, Fő út 107.                                       | 43.7 km | 3728, 3801 |
| 30 | Méra, római katolikus templom                          | 44.2 km | 3728, 3801 |
| 31 | Méra, községháza                                       | 45.0 km | 3728, 3801 |
| 32 | Méra, Vasút utca 56.                                   | 45.9 km | 3728, 3801 személyvonat – Méra [80.] |
| Keddi és csütörtöki munkanapokon 2 alkalommal érintett.                                                       |                                                        |         | |
| ∫ | Alsószend, bejárati út                                 | ∫       | 3728, 3801 |
| ∫ | Szalaszend, ABC áruház                                 | ∫       | 3728, 3801 |
| ∫ | Szalaszend, Jókai utca 10.                             | ∫       | 3728, 3801 |
| ∫ | Szalaszend, ABC áruház                                 | ∫       | 3728, 3801 |
| ∫ | Alsószend, bejárati út                                 | ∫       | 3728, 3801 |
| 33 | Novajidrány, Kossuth utca                              | 50.3 km | 3819, 3821 |
| 34 | Novajidrány, vasútállomás                              | 51.5 km | 3723, 3819, 3821, 3824 IC, személyvonat – Novajidrány [80.] |
| 35 | Garadna, községháza                                    | 53.3 km | 3819 |
| 36 | Hernádvécse, Rákóczi utca 112.                         | 55.1 km | 3819 |
| 37 | Hernádvécse, iskola                                    | 55.7 km | 3819 |
| 38 | Hernádvécse, hernádpetri elágazás vonalközi végállomás | 56.6 km | 3728, 3819 |
| 39 | Hernádpetri, autóbusz-váróterem végállomás             | 60.7 km | 3728, 3819 |